# No chão novinha
No chão novinha è un singolo dei cantanti brasiliani Anitta e Pedro Sampaio, pubblicato il 9 dicembre 2021 come terzo estratto dal primo album in studio di Pedro Sampaio Chama meu nome.

## Promozione
Anitta e Sampaio hanno eseguito il pezzo per la prima volta in televisione al Domingão com Huck, mentre il 24 febbraio 2022 la prima l'ha incluso in un medley in occasione del Premio Lo Nuestro.

## Video musicale
Il video musicale, diretto da Fernando Moraes e girato a Belém, è stato reso disponibile in concomitanza con l'uscita del brano.

## Tracce
Testi e musiche di Larissa de Macedo Machado, Pedro Sampaio e Maikinho DJ.
1. No chão novinha – 2:16

## Formazione
- Anitta – voce
- Pedro Sampaio – voce, tastiera, produzione
- Maikinho DJ – batteria, produzione

## Classifiche

### Classifiche settimanali
| Classifica (2022) | Posizione massima |
| ----------------- | ----------------- |
| Portogallo        | 4                 |

### Classifiche di fine anno
| Classifica (2022) | Posizione |
| ----------------- | --------- |
| Brasile           | 64        |